# Roberto de Nobili
Roberto de Nobili (Montepulciano, settembre 1577 – Madras, 16 gennaio 1656) è stato un gesuita e missionario italiano.

## Biografia
Nato nel 1577 a Montepulciano, entrò nella Compagnia di Gesù nel 1597. Compiuti gli studi teologici e filologici a Napoli e a Roma, fu inviato missionario in India. Nel 1605, dopo 12 mesi di viaggio fortunoso, sbarcò a Goa, da dove poco dopo fu inviato nel territorio di Madurai a iniziarvi il suo apostolato che proseguì per 40 anni.
De Nobili credette opportuno e giusto, non solo non ostacolare recisamente tutto quanto costituiva le caratteristiche, in specie della vita sociale, degli Indiani, ma accogliere di esse tutto quanto non fosse in contrasto col dogma cattolico. Adottò pertanto l'abbigliamento brahmanico, pur attribuendo a qualche particolare di esso significato simbolico cristiano; non disdegnò di accogliere cerimonie rituali brahmane che nulla avessero di idolatrico e si diede a vita di solitudine, somigliante a quella degli asceti brahmani. Con tale metodo, agevolatogli da una conoscenza ormai perfetta del tamil e del sanscrito, riuscì ad accattivarsi l'animo di dotti brahmani, che passarono con persuasione al cristianesimo, al quale, seguendo il loro esempio, si convertirono pure, in breve tempo, numerosissimi uomini di casta inferiore. Compose varie opere in tamil, di genere filosofico e religioso, tra le quali un'esposizione compiuta della dottrina cristiana e un'apologia religiosa in 700 versi con cui intese di sostituire alle lamentazioni che le donne indiane facevano per la morte dei loro mariti o dei loro parenti dei "canti di dolore sulla passione di Gesù Cristo, sulla desolazione di sua madre, sulla caduta degli angeli". Dettò pure, in versi sanscriti, una vita di Maria e altre opere, dalle quali tutte appariva una grande conoscenza della letteratura indiana. Ma il sistema di evangelizzazione del De Nobili fece sorgere contro di lui proteste gravi, sia da parte degli ambienti conservatori indù, sia da parte di alcuni missionari che dichiaravano pericolose ed empie le concessioni che egli faceva. De Nobili si difese energicamente, pur con l'aiuto di convertiti, dalle prime accuse. Più grave invece fu la lotta che egli dovette sostenere coi suoi confratelli portoghesi, i quali in un primo tempo riuscirono a ottenere che gli fosse tolta la facoltà di far nuovi battesimi. Denunciato, inoltre, alla corte di Roma, egli da principio, nel 1613, fu rimproverato dal cardinale Roberto Bellarmino e dal preposito generale della Compagnia di Gesù; ma le sue risposte e le energiche difese in suo favore, fatte da mons. Roz, arcivescovo di Cranganore e dal padre provinciale Laerzio riuscirono a giustificarlo. Così poté trionfare una prima volta nel 1615 sulle accuse che particolarmente gli erano state sollevate contro dal portoghese padre Gonzalo Fernandez e una seconda e definitiva (superate nuove ostilità che gli erano venute anche da mons. Cristovão da Sá, arcivescovo di Goa) nel 1623, in cui papa Gregorio XV pose termine al contrasto con un breve mediante il quale, con opportuni temperamenti, si permetteva ai brahmani passati al cristianesimo l'uso di quei vestimenti che non contrastavano con la fede religiosa cristiana.